# Augustus (titlu)
Augustus (plural Augusti) este latinescul pentru "măreț" sau "maiestuos". Este cunoscut ca și prenume roman, pentru prima dată folosit de Gaius Julius Caesar Octavianus (care s-a numit "Imperator Caesar" pe 16 ianuarie, 27 î.Hr., în funcția de princeps senatus (lit., "prinț al Senatului Roman"). Caesar Augustus a continuat să fie ales consul în fiecare an până în 23 î.Hr.. Primește titlul de imperium maius (titlu care denotă că deținea o poziție mai înaltă decât oricare din guvernatorii provinciilor romane). Printre alte posesiuni personale se număra și deținerea Egiptului (Aegyptus) ca și proprietate privată (a urmat-o pe Cleopatra a VII-a a Egiptului ca Faraon în 30 î.Hr.).